# Bolham (Devon)
Bolham – osada w Anglii, w Devon. Leży 1,7 km od miasta Tiverton, 22,2 km od miasta Exeter, 76,8 km od miasta Plymouth i 246,3 km od Londynu. Bolham jest wspomniana w Domesday Book (1086) jako Boleham.